# Godina opasnog življenja (1982.)
Godina opasnog življenja (eng. The Year of Living Dangerously) je australski film iz 1982. godine kojeg je režirao Peter Weir, a koji je temeljen na istoimenoj knjizi autora Christophera Kocha. Priča filma vrti se oko ljubavne afere u Indoneziji tijekom razdoblja svrgavanja predsjednika Sukarna. Prati grupu stranih dopisnika u Jakarti uoči planiranog državnog udara 30. rujna 1965. godine.
Glavne uloge u filmu su ostvarili Mel Gibson kao Guy Hamilton, australski novinar i Sigourney Weaver kao Jill Bryant, službenica iz britanske ambasade. U filmu također glumi i Linda Hunt kao muški patuljak Billy Kwan, Hamiltonov lokalni fotograf i kontakt. Za ovu je ulogu glumica Hunt osvojila prestižnu filmsku nagradu Oscar u kategoriji najbolje sporedne glumice. Film je snimljen u Australiji i na Filipinima, a u njemu se također pojavljuju i australski glumci Bill Kerr kao pukovnik Henderson i Noel Ferrier kao Wally O'Sullivan.
Film je bio zabranjen za prikazivanje u Indoneziji sve do 1999. godine. Naslov filma Godina opasnog življenja je citat koji se odnosi na poznatu talijansku frazu koju je koristio Sukarno; vivere pericolosamente što znači "opasno življenje". Sukarno je upotrijebio taj citat tijekom svog govora za Indonezijski dan nezavisnosti 1964. godine.

## Radnja
Guy Hamilton, strani dopisnik početnik iz Australije dolazi u Jakartu na svoj prvi zadatak. Upoznaje kolege novinare iz drugih država (Velika Britanija, SAD i Novi Zeland), diplomatsko osoblje te kinesko-australskog patuljka visoke inteligencije i moralne ozbiljnosti Billyja Kwana. Hamilton je u početku neuspješan u svojim pokušajima izvještavanja zbog svog prethodnika koji je umoran od života u Indoneziji otišao bez da je Hamiltona upoznao sa svojim kontaktima. Također, na Guya ne gledaju blagonaklono njegovi vlastiti kolege novinari koji se bore za mrvice informacija koje dolaze direktno iz Sukarnove vlade, komunističke partije Indonezije (PKI) ili iz konzervativne muslimanske vojske. Međutim, Kwanu se Hamilton svidi i dogovara mu intervju s ključnim političkim figurama.
Uskoro Kwan upoznaje Hamiltona s Jill Bryant, prekrasnom mladom asistenticom u britanskoj ambasadi. Kwan i Bryant su bliski prijatelji, a on suptilno manipulira zajedničke susrete između nje i Hamiltona. Nakon što ga u početku odbija zbog toga što će se vratiti u Britaniju, Bryant se ipak zaljubljuje. Otkrivši da kineski komunisti naoružavaju PKI, Bryant kaže tu informaciju Hamiltonu kako bi mu spasila život, ali on želi otkriti komunističku pobunu koja će se dogoditi nakon što pošiljka oružja dođe u Jakartu. Šokirani, Kwan i Bryant ne žele više biti prijatelji s Hamiltonom pa on ostaje sam s američkim novinarom Peteom Curtisom i njegovim vlastitim asistentom i vozačem Kumarom koji potajno radi za PKI. Kumar, međutim, ostaje lojalan Hamiltonu i pokuša mu otvoriti oči i pokazati mu što se zbilja događa u zemlji. 
Kwan, bijesan zbog toga što Sukarno nije uspio ispuniti želje većine ljudi iz Indonezije, odluči na prozoru svoje hotelske sobe objesiti znak kojim izražava taj bijes, ali ga osiguranje baca kroz prozor i on umire u Hamiltonovim rukama. Njegovoj smrti također je svjedočila i Jill. Još uvijek u potrazi za "velikom pričom", Hamilton posjećuje predsjedničku palaču nakon što ju je zauzela vojska te naredila pogubljenja (u međuvremenu su saznali za komunističku pošiljku oružja). Vojska uskoro rani Hamiltona pa on bježi.
Odmarajući se u Kwanovom bungalovu, Hamilton se sjeća odlomka iz Bhagavad Gite ("sve je zamračeno požudom") za koji mu je rekao Billy. Kumar ga posjećuje i govori mu da je planirani državni udar propao. Riskirajući trajno oštećenje vida na svom oku (još uvijek je ranjen i oporavlja se) Hamilton nagovara Kumara da ga odveze do aerodroma gdje će uloviti posljednji avion iz Jakarte. Tamo se susretne s Bryant i njih dvoje zajedno odlaze.

## Glumačka postava
- Mel Gibson kao Guy Hamilton
- Sigourney Weaver kao Jill Bryant
- Linda Hunt kao Billy Kwan
- Michael Murphy kao Pete Curtis
- Bill Kerr kao pukovnik Henderson
- Noel Ferrier kao Wally O'Sullivan
- Bembol Roco kao Kumar
- Paul Sonkkila kao Kevin Condon
- Ali Nur kao Ali
- Dominador Robridillo kao Betjak Man
- Joel Agona kao Palace Guard
- Mike Emperio kao Sukarno
- Bernardo Nacilla kao patuljak
- Domingo Landicho kao Hortono
- Kuh Ledesma kao Tiger Lily

## Povijesna točnost
U filmu je PKI portretirana kao samostalno odgovorna za državni udar. Međutim, postoji nekoliko teorija koje povezuju udar sa Sukarnom, agencijom CIA i stranim uredom Velike Britanije te obavještajne službe MI6.

## Produkcija
Uz potporu kompanije MGM i 6 milijuna dolara budžeta, film Godina opasnog življenja svakako je bio najambiciozniji australski film do tog trenutka, a također je označio i prvu ko-produkciju između Australije i nekog holivudskog studija. Iako se prvotno planiralo da će biti sniman u Jakarti, Indonezija nije dopustila snimanje filma pa je većina snimljena na Filipinima. Redatelj Peter Weir i glavni glumac Mel Gibson dobivali su učestale prijetnje smrću od Muslimana koji su vjerovali da će film biti anti-islamski pa se produkcija morala seliti u Australiju. Gibson je za prijetnje kasnije izjavio: "Nije to bilo toliko strašno. Naravno, dobivali smo prijetnje smrću, ali sam naprosto pretpostavio da kada ih je bilo toliko da to sigurno znači da se ništa neće dogoditi. Mislim, ako su nas namjeravali ubiti, zašto bi slali bilo kakve poruke?"

## Vanjske poveznice
- Godina opasnog življenja u internetskoj bazi filmova IMDb-a
- Godina opasnog življenja na Rotten Tomatoes
- Godina opasnog življenja na Box Office Mojo
- Nicholson, David. The Year of Living Dangerously. Peter Weir Cave. Fan site dedicated to Peter Weir
- The Year of Living Dangerously. Literature, Arts & Medicine Database, at NYU. Inačica izvorne stranice arhivirana 9. veljače 2012. Pristupljeno 1. srpnja 2012.. Annotation of the novel
- The Year of Living Dangerously. National Film and Sound Archive, Australia |url-status=dead zahtijeva |archive-url= (pomoć)